# Lobelia oahuensis
Lobelia oahuensis är en klockväxtart som beskrevs av Joseph Rock.
Lobelia oahuensis ingår i släktet lobelior och familjen klockväxter. Inga underarter finns listade i Catalogue of Life.